# Тарасов, Алексей Кондратьевич
Алексе́й Кондра́тьевич Тара́сов (22 марта 1922 — 29 октября 1984) — советский лётчик-ас истребительной авиации ВВС Северного флота, Герой Советского Союза (19.08.1944). Майор (24.03.1956). 

## Биография
Родился 22 марта 1922 года в деревне Гаврильцево ныне Собинского района Владимирской области в крестьянской семье. Русский. С 1929 года учился в сельской школе. В 1932 году умер отец и семья переехала в город Собинку. В 1938 году окончил 8 классов Собинской средней школы. После школы уехал в город Иваново и поступил в индустриальный техникум. В это же время учился лететь в ивановском аэроклубе, который окончил в 1939 году.
В Красной Армии с апреля 1940 года. Поступил в Серпуховскую военную авиационную школу пилотов. Когда началась Великая Отечественная война, курсант Тарасов в числе первых досрочно сдал экзамены и в октябре 1941 года направлен на фронт. Член ВКП(б)/КПСС с 1942 года.
Боевую работу начал пилотом 57-го смешанного авиационного полка на Западном фронте, выполнил в этом полку 20 боевых вылетов. В мае 1921 года переведён пилотом в 20-й истребительный авиационный полк (ВВС Ленинградского и Волховского фронтов). В конце июня 1942 года полк был включен в состав Особой морской авиагруппы и направлен на усиление авиации Северного Флота. Осенью 1942 года эту группу расформировали, а полк официально был зачислен в ВВС Северного флота. Так он стал морским лётчиком, летал в паре с Павлом Сахаровым. Воевал на истребителе Як-1. Первую победу одержал 11 сентября 1942 года, сбив в районе аэродрома Луостари истребитель Ме-109. Но звёздным часом истребителя стал 1943 год, за который он сбил 9 немецких самолётов.
Заместитель командира эскадрильи 20-го истребительного авиаполка 14-й смешанной авиационной дивизии Военно-воздушных сил Северного флота капитан Тарасов А. К. к июлю 1944 года совершил 213 боевых вылетов, в 48 воздушных боях сбил 10 вражеских самолётов.
Указом Президиума Верховного Совета СССР от 19 августа 1944 года за образцовое выполнение боевых заданий командования на фронте борьбы с немецко-фашистскими захватчиками и проявленные при этом отвагу и геройство капитану Тарасову Алексею Кондратьевичу присвоено звание Героя Советского Союза с вручением ордена Ленина и медали «Золотая Звезда».
После награждения продолжал воевать на Северном флоте. К концу войны совершил 247 боевых вылетов, более 50 из них — на разведку в тылу противника. Всего провёл 50 воздушных боёв и довёл счёт сбитых самолётов до 13 (все победы одержал лично).
После окончания войны ещё 11 лет служил в морской авиации. В 1945 году окончил Высшие офицерские курсы ВВС ВМФ в Моздоке, в 1953 году — Военно-воздушную академию. В конце 1946 года переведён на Черноморский флот, затем служил в авиации ВВС Тихоокеанского флота помощником и заместителем командира авиационного полка. Неся службу по охране воздушных рубежей страны, неоднократно поднимался на перехват воздушных целей. Военный летчик 1-го класса. С декабря 1956 года подполковник Тарасов А. К. — в запасе. 
Жил в городе-герое Ленинграде, работал в Гражданском воздушном флоте, в Центральном военно-морском музее, в училище Гражданской авиации. Скончался 29 октября 1984 года.

## Самолёт капитана Тарасова

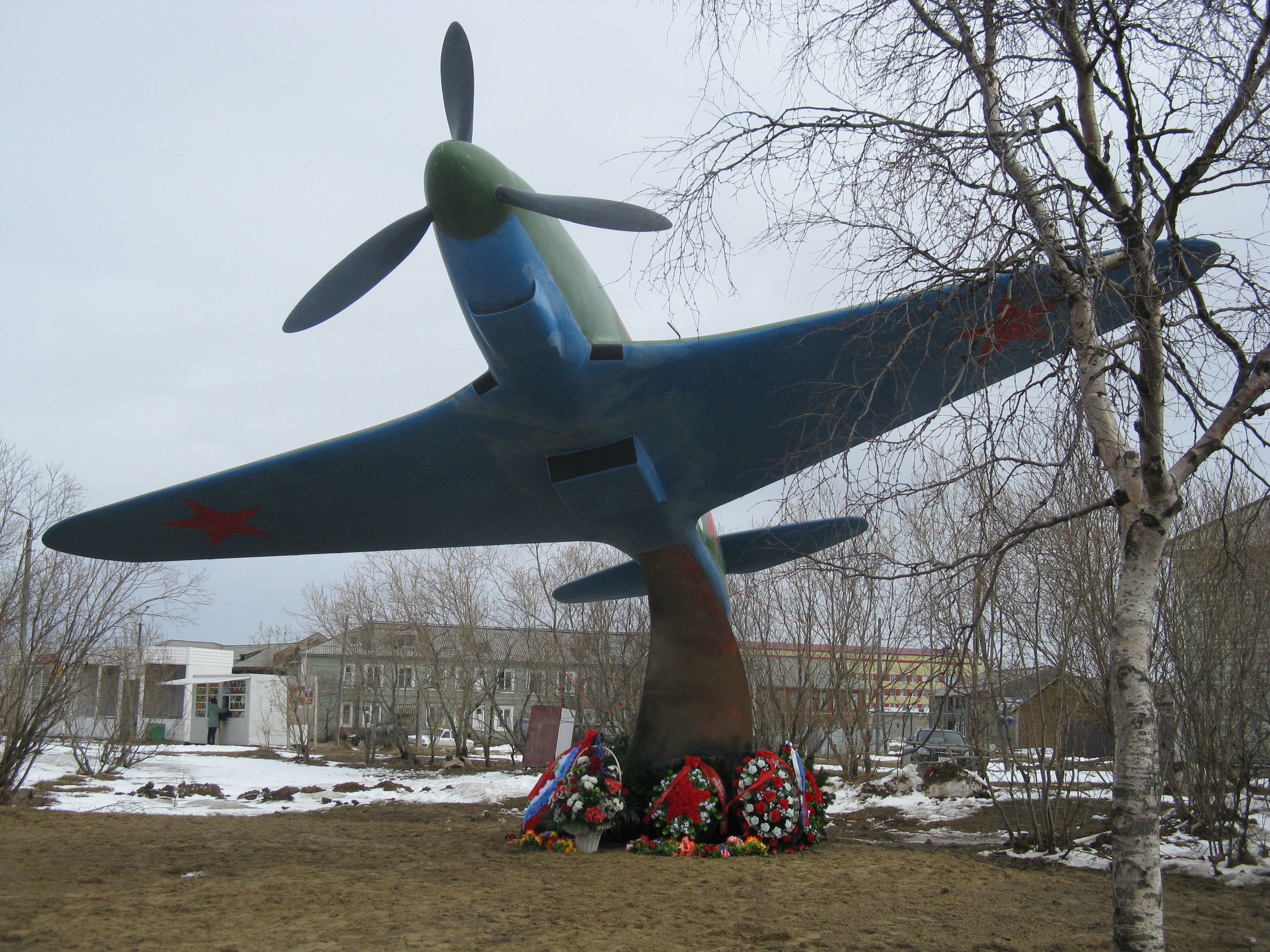
Памятник «Самолёт капитана Тарасова А. К.» в Нарьян-Маре

7 сентября 1944 года труженики Ненецкого национального округа передали лётчикам Беломорской военной флотилии истребитель Як-7Б «Нарьян-Марский судостроитель» («Нарьян-Марский судорабочий»), который был вручён Герою Советского Союза капитану А. К. Тарасову. Самолёт был построен на деньги, собранные жителями Ненецкого национального округа. В ходе ведения воздушных боёв капитан Тарасов на этом Як-7Б сбил 2 вражеских самолёта. После войны истребитель был доставлен в Нарьян-Мар и установлен в сквере как памятник советским людям, трудившимся в тылу. В 1956 году памятник был утрачен. Восстановлен в 2010 году.

## Награды
- Герой Советского Союза (19.08.1944)[6]
- Орден Ленина (19.08.1944)
- Два ордена Красного Знамени (17.09.1943, 29.10.1943)
- Орден Отечественной войны 1-й степени (26.03.1943)
- Медаль «За боевые заслуги» (17.05.1951)
- Медаль «За оборону Ленинграда»
- Медаль «За оборону Советского Заполярья»
- Ряд других медалей СССР

## Память
Бюст А. К. Тарасова в числе 53-х лётчиков-североморцев, удостоенных звания Героя Советского Союза, установлен на Аллее героев-авиаторов Северного флота, открытой 29 октября 1968 года на улице Преображенского в посёлке Сафоново ЗАТО город Североморск Мурманской области.